# Phanis armicollis
Phanis armicollis là một loài bọ cánh cứng trong họ Cerambycidae.